# لو روشي
لِو روشي (1664-1618)، هي يجي (مغنية وراقصة) صينية وشاعرة وخطاطة ورسامة، عاشت في أواخر عهد أسرة مينغ وأوائل عهد أسرة تشينغ.
كانت لِو في وقت مبكر من حياتها، على علاقة مع تشين زيلونغ الذي تبادلت معه الأشعار. لكنها تزوجت من الباحث الرسمي تشيان تشياني، حين كانت في الخامسة والعشرين من عمرها، وكان يكبرها 36 عامًا، لتنتحر لِو بعد وقت قصير من وفاة زوجها.
إن لِو واحدة من «جميلات تشينهواي الثمانية» الموصوفات من قبل المسؤول الرسمي الأخير من سلالة تشينغ تشانغ جينغكي. بالإضافة إلى أعمالها الإبداعية (التي نجا العديد منها) وروحها المستقلة (غالبًا ما كانت ترتدي لباس الجنس الآخر)، فقد حظيت بالاحترام في أوقات لاحقة بسبب حبها الذي لا يتزعزع لزوجها ولبلدها (سلالة ذا مينغ) خلال فترة انتقال الحكم بين سلالتي مينغ-تشينغ الحاكمتان. وصف المؤرخ تشين ينكي، الذي أمضى عقودًا في البحث والكتابة عن لِو، وصفها بأنها «بطلة وحسناء وكاتبة من الطراز الأول ومُحبّة لوطنها».

## حياتها المبكرة
يُعتقد أن لِو ولدت في جياشينغ، وباعتها عائلتها كمحظية إلى رئيس الوزراء تشو داودنغ. في سن الثالثة عشرة، أدت فضيحة إلى ترحيلها من منزل رئيس الوزراء تشو، وبيعت إلى منزل (لليجي) في مدينة سوجو. في السابعة عشرة من عمرها، أقامت لِو أول علاقة حب لها مع الرسام تانغ شودا. وكانت شاعرة ورسامة مشهورة مسبقًا في هذا العمر المبكر. قابلت لِو تشين زيلونغ في عام 1635 وعاشت معه لمدة عام تقريبًا، لتغادر في النهاية بعد أن رفضت عائلته علاقتهما. أدارت لِو بعد ذلك منزلًا لليجي في مقاطعة وجيانغ. انتهت علاقة غرامية قامت بين لِو والفنان وانغ جانمينغ، عندما لم يحضر وانغ إلى موعده مع لِو في رينبو بافيليون. وانتهت علاقة غرامية أخرى أقامتها لِو مع المسؤول الحكومي سونغ يوانوين، عندما أدى تذبذبه في موضوع الزواج منها إلى تحطيمها لآلة العود خاصتها، ضمن نوبة غضبٍ أصابتها.
كانت لِو صديقة لمغنية وراقصة اليجي تشين يوان يوان.

## زواجها من تشيان تشياني
في عام 1640، شرعت لِو في مهمتها الخاصة للزواج من الباحث المحترم تشيان تشياني. مرتديةً ملابس الرجال، ابتدأت لِو الحديث مع تشيان طالبة رأيه في إحدى قصائدها. اعتقد تشيان على ما يبدو أن لِو رجلًا، لكن وفي وقت لاحق من العام كان قد التقاها في مكان خلوة مبني خصيصًا في أراضي منزله في سوجو، يُدعى «According to Sutra Studio». تزوجا في عام 1641، بينما كانا في رحلة نهرية؛ وقد منح تشيان عروسته اسمها الجديد هيدونغ. على الرغم من أن تشيان تزوج لِو كمحظية، إلا أنه عاملها كزوجة أساسية له، وتزوجا بمراسم زفاف رسمية. استمر ميل لِو إلى ارتداء ملابس الرجال حتى بعد زواجها؛ وكانت ترتديها بانتظام أثناء وجودها في الأماكن العامة، وأقامت العديد من المناسبات نيابة عن زوجها مرتدية رداءه الكونفوشي (أكسبها هذا التنكّر لقب روشي، «الجنتلمان الكونفوشي»، وهو تورية أيضًا لاسمها المختار روشي).
بعد انهيار سلالة مينغ الحاكمة في عام 1644، حاولت لِو إقناع زوجها بالانتحار وجعل نفسه شهيدًا في سبيل عائلة مينغ المنهارة. رفض تشيان الأمر، واختار بدلًا من ذلك تنظيم حركة المقاومة ضد نظام تشينغ المؤسس حديثًا. وفي عام 1648، أنجب الزوجان ابنة معًا.
كانت السنوات الأخيرة من حياة لِو صعبة عليها. ففي عام 1663، اعتنقت لِو العلمانية البوذية، وكان ذلك في جزءٍ منه، رد فعل على تدمير مكتبة زوجها الشخصية الكبيرة، قاعة كريمسون كلاود الطابقية. حاول دائنو وأعداء تشيان بعد وفاته في عام 1664، انتزاع الأموال من زوجته لِو؛ وقد قادتها مكائدهم في النهاية إلى الانتحار بشنق نفسها.